# Katharine Abraham

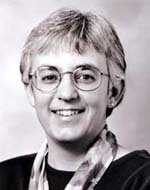
Katharine Abraham (Oktober 1993)

Katharine Gail Abraham (* 28. August 1958 in Ames, Iowa) ist eine US-amerikanische Wirtschaftswissenschaftlerin und Hochschullehrerin. 

## Werdegang, Forschung und Lehre
Abraham besuchte zunächst zwischen 1972 und 1974 das Carleton College, 1976 graduierte sie als Bachelor of Science in Wirtschaftswissenschaft an der Iowa State University. Sie setzte ihr Studium an der Harvard University fort, an der sie 1982 ihr Ph.D.-Studium mit der Dissertationsschrift unter dem Titel „Vacancies, Unemployment and Wage Growth“ abschloss. Bereits ab 1980 forschte und lehrte sie als Assistant Professor an der MIT Sloan School of Management. Dort stieg sie 1985 zum Associate Professor auf. Zeitweise war sie in der Folge parallel für die Brookings Institution und das Wissenschaftszentrum Berlin für Sozialforschung forschend tätig. 1987 wechselte sie als Associate Professor an die University of Maryland, dort wurde sie 1991 zur ordentlichen Professorin berufen.
Ab 1993 war Abraham in der Administration unter US-Präsident Bill Clinton tätig und arbeitete während dessen achtjähriger Amtszeit für das Bureau of Labor Statistics. Nach einem Jahr als Gastprofessorin an der Woodrow Wilson School of Public and International Affairs und Gastforscher an der Princeton University kehrte sie 2002 als Professorin für Befragungsmethodik an die University of Maryland zurück. Zwischen 2011 und 2013 gehörte sie unter Barack Obama dem Council of Economic Advisers an. Anschließend übernahm sie an der University of Maryland einen Lehrstuhl für Wirtschaftswissenschaften und wurde Direktorin des Maryland Center for Economics and Policy.
Abrahams Arbeitsschwerpunkt liegt im Bereich der Arbeitsökonomik, sie beschäftigt sich insbesondere mit den Auswirkungen von staatlichen Vorgaben auf Arbeitslosigkeit und Arbeitszeiten, verschiedenen Methoden zur Messung von Beschäftigung, Arbeitslosigkeit, Gehältern sowie Arbeitszeiten, Entscheidungen älterer Menschen zwischen Arbeit und Ruhestand und Auswirkungen finanzieller Unterstützungen bei Entscheidungen zur persönlichen Ausbildung.
Abrahams ist Mitglied der American Economic Association, der American Statistical Association sowie der Society of Labor Economists, deren Vizepräsidentin sie ab 2017 für ein Jahr war. Sie ist Research Fellow am Bonner Forschungsinstitut zur Zukunft der Arbeit, an dem sie als Programmdirektorin den Forschungsbereich „Arbeitsstatistik“ leitet. 2020 wurde Abraham in die American Academy of Arts and Sciences gewählt, 2022 in die National Academy of Sciences.